# 黄斗淵
黄 斗淵（ファン・ドゥヨン、朝鮮語: 황두연/黃斗淵、1905年2月15日 - 1984年5月24日）は、日本統治時代の朝鮮および大韓民国の独立運動家、教育者、牧師、政治家。順天邑副邑長、制憲韓国国会議員を歴任した。
本貫は昌原黄氏。同じく1948年の初代総選挙に出馬した牧師・過渡立法議員の黄保翼は兄で、元国会議員・全羅南道知事の黄聖秀は甥である。キリスト教徒。日本名は黄原斗淵。

## 経歴
順天郡出身。全羅南道麗水郡南面金鰲島出身の昌原黄氏の5兄弟の1人である。全州新興中学校を経て、日本大学専門部法科3年中退または卒業、日本聖経学校卒。中央神学校での研究を経て、高興永泉学校教員・校長、順天美信会病院・安力山病院庶務課長を務めた。光復後は順天建国準備委員会監察委員、順天邑副邑長、順天中央教会長老、順天キリスト教青年連合会会長、大韓独立促成農民総連盟順天郡連盟委員長・中央監察委員・中央執行委員・副委員長、大韓独立促成国民会順天支部長・農労部長、米軍OCI民主主義指導講師、大韓独立促成農民総連盟所属の制憲国会議員、国会産業委員会委員、大韓労働協議院委員、淑明女子大学理事、農林部諮問委員、救国総連盟監察部長、監察委員会監察委員、梨花女子大学校常任理事、司正委員会司正委員を務めたほか、米国公報院情報課に勤務した。
1948年11月、平和日報は黄が米ソ両軍の撤退を支持し、麗順事件で人民裁判の陪席判事を務めたなど、反乱事件に加担したアカ（共産主義者）だと報道した。これらの内容をまとめた「真相報告書」が内務部長官の尹致暎の元にも送られたため、黄に対して逮捕令状が発付された。しかし、黄は国会で、事件当時の10月20日、反乱軍が来ると順天邑内の外国人宣教師の家に身を潜め、23日に政府軍が来るとようやく出られたと証言した。また、黄が1948年10月の「外軍撤退要請に関する緊急動議案」に賛成しなかったため、米ソ両軍の撤退を支持するというのも事実ではなかった。黄は過去に反民特委法への賛成や土地改革などの農民対策を要求するなど、李承晩政府の意向に反する行動をとったため、これらの情報操作攻勢をかけたのは李承晩の秘書だった平和日報社長の梁又正と同じ選挙区のライバルである金良洙だと判明したが、1950年の第2代総選挙では報道の影響が出て、黄は金良洙に敗れて落選した。
政界引退後は牧師として活動した。1984年5月24日、ソウル市城東区の自宅マンションで老衰により死去。享年80。

## エピソード
1942年、神社参拝に反対する聖書研究団体・円卓会の主要人物とされ、光州地方法院で陸軍刑法・海軍刑法違反と不敬罪によりそれぞれ懲役1年の刑を宣告された。
国会産業委員会委員を務めたとき、糧穀購買用叺および包装品代の別途支払いに関する建議案を提出して通過させた。